# ابو طلحة، سوریه
ابو تالها، سوریه در سوریه است که در idlib governorate واقع شده‌است.

## خصوصیات
ابو تالها ۱٬۰۸۷ نفر جمعیت دارد.